# 子夏

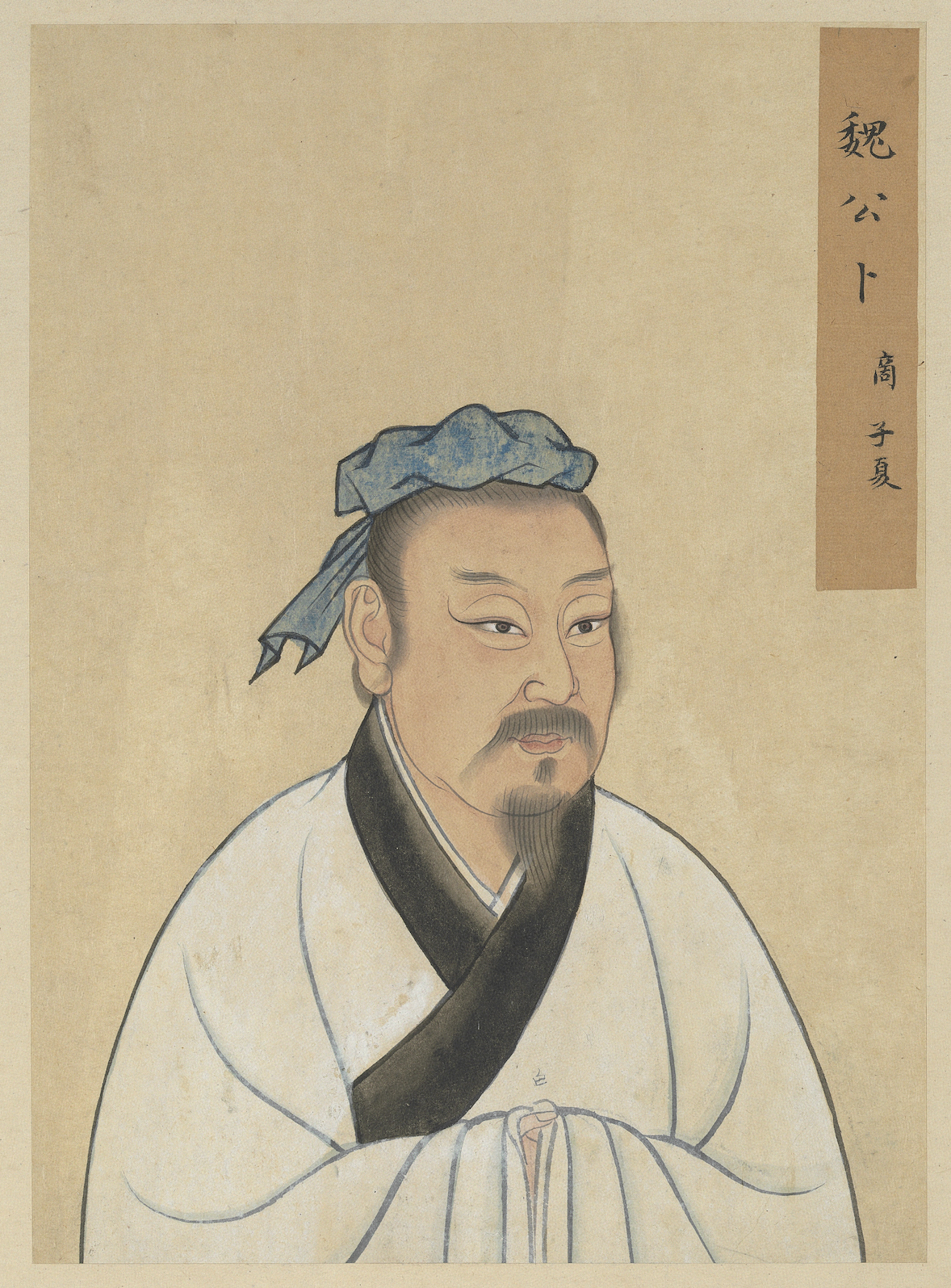
子夏

子夏（しか、紀元前507年 - 紀元前420年?）は、孔子の門人、学問を好み孔門十哲の一人とされる。子夏は字、姓は卜（ぼく）、名は商。孔子より44歳年少。衛の人、一説に晋の温（現在の河南省焦作市温県）出身。
「過ぎたるはなお及ばざるがごとし」で「不及」と評価された人物である（『論語』先進篇）。
また、孔子廟に飾られる四科十哲において「文学には子游・子夏」というように子夏は文学、つまりは六経や古典に長けていたとされる（『論語』先進篇）。
「子謂子夏曰：「女為君子儒、無為小人儒」とも評されている（『論語』雍也第六）。
魏の文侯に招かれ、その師となった。李克・呉起・西門豹はその学生である。
『礼記』によると、自分の子供が死亡した際にあまりの悲しみに失明した。それを聞き、同門である曾子が子夏を訪ね、子夏が「なぜ、自分だけこのような不幸に会わなければならないのか」と嘆くと、「ずっと妻子を放っておいて何事か」と諭した。それに対し「我、過てり（われ、あやまてり）」と嘆いた。
『史記』儒林列伝に孔子の死後、4派に分かれて子夏は西河(西河は『史記』仲尼弟列伝によるところの衛の国内で現在では河南省安陽市付近)におり、田子方・段干木・禽滑釐らが子夏について教わり、後に王の指導係となった。
今文経学では六経伝承の淵源を子夏に求めている。彼の学風からは後の荀子へと受け継がれる。